# Gens Ogúlnia
La gens Ogúlnia (llatí: gens Ogulnia) va ser una gens romana plebea.
La seva fama es deu al fet que dos dels seus membres, Quint i Gneu Ogulni, van ser els proposants d'una llei (la Lex Ogulnia) que va obrir les dues principals corporacions religioses als plebeus. Només Quint Ogulni Gal va obtenir el consolat (269 aC). El cognomen Gal va ser l'únic cognom que va utilitzar aquesta família.

## Personatges de la gens Ogúlnia
- Quint Ogulni
- Gneu Ogulni
- Quint Ogulni Gal
- Marc Ogulni Gal